# خليج مابوتو
خليج مابوتو هو جون يقع على ساحل دولة الموزمبيق، يبلغ طولها من الشمال إلى الجنوب أكثر من 90 كيلومترًا في الطول و32 كيلومترًا في العرض.